# Google Libri
Google Libri o Google Ricerca Libri è l'interfaccia in italiano di Google Books (in precedenza conosciuto come Google Books Search e prima come Google Print o dal suo nome in codice Project Ocean), lo strumento sviluppato da Google per permettere la ricerca nel testo di libri antichi digitalizzati oppure in commercio.
Nel caso in cui il volume digitalizzato non sia protetto da copyright, Google permette di consultarlo integralmente online, o di scaricarlo in formato PDF. Altrimenti, a seconda dell'accordo stipulato con l'editore che detiene i diritti per lo sfruttamento dell'opera, consente di visualizzare piccole porzioni del testo (snippet), oppure anteprime di intere porzioni (pagine, copertina, indice ecc.) oppure solo di effettuare ricerche nei dati identificativi.

## Storia
Google Books nasce nel 2004, con il nome di Google Print, e viene presentato al pubblico la prima volta alla Buchmesse di Francoforte. Tra i primi editori che stipulano accordi commerciali con Google si trovano Blackwell, Cambridge University Press, the University of Chicago Press, Houghton Mifflin, Hyperion, McGraw-Hill, Oxford University Press, Pearson, Penguin, Perseus, Princeton University Press, Springer, Taylor & Francis, Thomson Delmar e Warner Books.
A dicembre Google annuncia l'iniziativa Google Print Library Project, che prevede l'accordo con numerose biblioteche pubbliche e universitarie di alto livello per la digitalizzazione di circa 15 milioni di volumi e la loro messa a disposizione nell'interfaccia di ricerca nell'arco di un decennio. L'annuncio suscita le reazioni delle associazioni degli editori e degli autori, dato che il processo di digitalizzazione coinvolgerà anche opere coperte dal diritto d'autore.
Nell'edizione della Buchmesse del 2005 viene presentata l'interfaccia di Google Print nelle principali lingue europee.
A novembre del 2005 Google Print cambia nome in Google Book Search.
Il 10 dicembre 2012 sono cominciate le scansioni dei libri della Biblioteca Nazionale Centrale di Firenze e di quella di Roma, parte dell'accordo che prevede la scansione in Italia da parte di Google di almeno mezzo milione e al massimo un milione di libri nel pubblico dominio.

## Partecipanti al progetto

### Introduzione
Sul sito di Google Ricerca libri è presente una selezione di dichiarazioni ufficiali di rappresentanti delle maggiori biblioteche coinvolte nel progetto di digitalizzazione, con il link ai comunicati stampa ufficiali.
Sul sito ufficiale per altro non viene offerta una lista completa delle biblioteche che hanno aderito al progetto. A dicembre 2007, la Columbia University sul blog ufficiale viene accolta come la ventottesima istituzione ad aderire al progetto.
Per quanto riguarda invece gli editori che hanno stipulato accordi con il Programma Partner, sono noti ufficialmente solo i due "casi di successo" presentati nelle pagine di Google, Arcadia Publishing e Crossway Books.

### Partner iniziali
- Biblioteca della Harvard University
- Biblioteca della Michigan University
- Biblioteca pubblica di New York
- Biblioteca Bodleiana, Oxford
- Biblioteca della Stanford University

### Partner aggiuntivi
- Biblioteca nazionale della Baviera, Germania
- Sistema bibliotecario della Columbia University
- Committee on Institutional Cooperation (CIC)
- Università Complutense di Madrid, Spagna
- Biblioteca della Cornell University
- Università di Gand, Belgio
- Università Keio, Giappone
- Biblioteca nazionale della Catalogna, Spagna
- Biblioteca della Princeton University
- Biblioteca digitale della University of California
- Biblioteca universitaria e cantonale di Losanna, Svizzera
- Biblioteca della Mysore University, India
- Biblioteche della University of Texas at Austin
- Biblioteca della University of Virginia
- Collezioni digitali della University of Wisconsin-Madison
- Meltemi Editore, Roma, Italia

## Controversie
Fin dal momento della sua introduzione, Google Ricerca Libri ha suscitato un grande dibattito. 

### Denunce
La Authors Guild of America e l'Associazione degli editori americani hanno separatamente citato in giudizio Google per una "estesa violazione del copyright". Google ha risposto sostenendo che il suo progetto di digitalizzazione rappresenta un fair use dei materiali posseduti dalle biblioteche, e che è l'equivalente digitale della scheda catalografica tradizionale, nel quale però ogni parola del testo viene indicizzata.
A febbraio 2005 Jean-Noël Jeanneney, presidente della Biblioteca nazionale di Francia, ha duramente attaccato il progetto di Google perché vi ravvisava il rischio di una eccessiva egemonia della cultura americana su quella europea. La transazione permetterà poi solo ai frequentatori delle biblioteche e delle università statunitensi il libero accesso a milioni di libri.
Nell'aprile 2010 l'American Society of Media Photographers (ASMP), assieme alle altre associazioni che tutelano i diritti dei realizzatori di fotografie, immagini o illustrazioni, ha intentato una class action contro Google Books.

### Transazione
A fronte della vertenza delle associazioni degli autori e quella degli editori Google ha composto la lite con una offerta di transazione. La Comunità europea sta raccogliendo le proposte per esprimere un'opinione comune sulla materia.
Tra gli allegati alla transazione un documento (Allegato E) specifica che le opere stampate prima del 1º gennaio 1923 si presumono, secondo la legge statunitense, caduti in pubblico dominio e pertanto liberamente digitalizzabili. In Italia la SIAE ha accolto il compito di divulgare il testo della transazione, ma ha assunto un atteggiamento molto critico consigliando la continuazione della vertenza. Attualmente il problema riguarda qualche decina di autori italiani, le cui opere sono presenti nelle biblioteche statunitensi, ma la SIAE si è trovata nel dilemma che per la tutela di qualche decina di iscritti di far correre il rischio di una ancor maggiore provincializzazione della cultura italiana, che resterebbe esclusa dal grande circuito mondiale.